# Belski Vrh
Belski Vrh – wieś w Słowenii, w gminie Zavrč. W 2018 roku liczyła 86 mieszkańców.